# Jerzy Klijanienko
Jerzy Tycjan Antoni Klijanienko (ur. 3 marca 1960 we Wrocławiu) – francuski lekarz polskiego pochodzenia, patomorfolog, profesor nauk medycznych.

## Życiorys
Syn Tadeusza i Teresy Jadwigi Pieńkowskiej. Ukończył wrocławską Akademię Medyczną w 1984 roku. Od tego samego roku przebywa we Francji.
W 1987 uzyskał specjalizację z patomorfologii na Uniwersytecie Pierre et Marie Curie, Paris VI. Odbył pięcioletni staż naukowy w Instytucie Gustave-Roussy we Francji i następnie w Memorial Sloan Kettering Cancer Center w Nowym Jorku, w Henry Ford Hospital w Detroit i jednoroczny staż na University of Texas, MD Anderson Cancer Center w Smithville i Houston TX.
Od 1992 do 2025 był zatrudniony w Instytucie Curie w Paryżu.
W 2010 obronił doktorat na temat cytomorfologii i gradingu cytologicznego prognostycznego w nerwiaku zarodkowym (promotorem był prof. Andrzej Kulig). Następnie w 2012 habilitował się na temat klasyfikacji cytologicznej nowotworów tkanek miękkich. W 2019 z rąk prezydenta RP Andrzeja Dudy otrzymał tytuł naukowy profesora nauk medycznych.
Jest członkiem licznych towarzystw naukowych, m.in. International Academy of Cytology, European Federation of Cytology Societies i Societé Française de Cytologie Clinique.
Pełnił funkcję prezydenta 43rd European Congress of Cytology we Wrocławiu w 2021 oraz w latach 2019–2022 European Federation of Cytology Societies. Objął także funkcję wiceprezydenta Societé Française de Cytologie Clinique. Był także recenzentem i członkiem Editorial Board kilkunastu czasopism naukowych, szczególnie w zakresie patomorfologii.
Jest autorem lub współautorem 4 podręczników medycznych, około 380 publikacji naukowych różnego typu (w tym około 200 cytowanych w PubMed), około 30 rozdziałów do książek naukowych. Autor lub współautor nowatorskich klasyfikacji cytologicznych w nowotworach tkanek miękkich, w nowotworach wieku dziecięcego i w nowotworach gruczołów ślinowych. Jest także autorem lub współautorem trzech klasyfikacji nowotworów tkanek miękkich, nowotworów gruczołu sutkowego i nowotworów głowy i szyi edytowanej przez Światową Organizację Zdrowia we współpracy z IARC i International Academy of Cytology (The IAC-IARC-WHO Joint Editorial Board).
Prywatnie jest pasjonatem genealogii, napisał książkę o losach polskiego ziemiaństwa pt. Pan Pieńkowski? Da oni żili zdieś. Wołyń, Syberia, Nałęczów, losy ziemiaństwa polskiego na podstawie zachowanych dokumentów rodzinnych.
Objął funkcję honorowego członka Irańskiego Towarzystwa Cytologii Klinicznej, Towarzystwa Cytologii Klinicznej Federacji Rosyjskiej i Polskiego Towarzystwa Patologów. Jest laureatem Medalu prof. Jana Mikulicz-Radeckiego nadanego przez Dolnośląską Izbę Lekarską w 2023 roku.